# 鋼鐵大王
鋼鐵大王是用以指稱鋼鐵業上有特殊表現人物的稱號，可稱以下人物：
- 安德魯·卡內基--美國鋼鐵大王[1]
- 拉克希米·米塔爾--印度鋼鐵大王[2]
- 羅曼·阿布拉莫維奇--俄國鋼鐵大王[3]
- 鐘廷森--馬來西亞鋼鐵大王[4]
- 林義守--台灣鋼鐵大王[5]
- 龐鼎元--香港鋼鐵大王[6]
- 余名钰--中國鋼鐵大王[7]
- 張志祥--中國鋼鐵大王[8]